# Compagnie des mines, fonderies et forges d'Alais
Ne doit pas être confondu avec Compagnie des produits chimiques d'Alais et de la Camargue.
La  Compagnie des mines, fonderies et forges d'Alais est une ancienne société française.

## Historique

### Fondation
L'origine de l'entreprise remonte à l'initiative du maréchal Soult en 1827, soutenue par le banquier parisien Louis Bérard, d'une société d'exploration chargée de recherches minières dans l'arrondissement d'Alès. Les concessions de mines de houille et de fer permettent la constitution de deux sociétés en 1829 : la Société civile des houillères de Rochebelle et de Trélys et la Compagnie des fonderies et forges d'Alais. Cette dernière a pour but la construction d'une usine sidérurgique de production de masse sur le modèle britannique. La Compagnie d'Alais récupère ensuite rapidement les droits de la Société civile.

### Ère Benoist d'Azy
La compagnie ayant épuisé son capital avant de parvenir à terminer la construction de l'usine, la banqueroute menace, attirant en 1835 l'attention d'Hyppolyte Drouillard, de la maison financière Blacques, Certain et Drouillard. Il souhaite affermer les installations de la compagnie sur vingt ans pour terminer le projet et fait appel à cousin Denis Benoist d'Azy pour un soutien technique et financier. Ce dernier accepte et fonde avec Drouillard l'entreprise Drouillard, Benoist et compagnie. Exploitant judicieusement ses contacts dans l'aristocratie légitimisme parisienne, et en particulier ses liens avec le duc de Rauzan et Henri de Kersaint, il parvient à rassembler les sommes nécessaires en 1836 et s'installe avec sa famille à Alès pour contrôler directement la réalisation du projet. La construction est difficile : l'échec du premier consortium, mieux financé, en témoigne ; la création d'une usine métallurgique de grande ampleur en France étant alors une entreprise inconnue sur laquelle peinent également des compagnies mieux établies au Creusot et à Decazeville. Benoist d'Azy visite des établissements en France, Belgique et Grande-Bretagne pour mieux s'imprégner des nouvelles techniques de productions et des équipements industriels, et recruter des travailleurs qualifiés. Il engage également les ingénieurs Charles Manby (en) et Émile Martin. Il supervise personnellement la construction des hauts fourneaux, de la fonderie et de la forge ; son attention s'attache à réduire les coûts et assurer la qualité de la production. Benoist d'Azy ayant réalisé l'importance du marché des chemins de fer pour écouler la production, il négocie un contrat pour la fourniture de rails auprès de la ligne Grand'Combe-Beaucaire. La ligne étant en mauvaise situation financière, il contacte des investisseurs de Marseille pour éviter que le contrat ne soit annulé du fait de la banqueroute de la compagnie ferroviaire, mais il échoue à rassembler les capitaux nécessaires. Aussi, par l’intermédiaire de ses amis à la Chambre des députés et à la Chambre des pairs, il obtient que l’État se porte garant de la ligne ferroviaire. Ainsi, malgré des débuts difficiles pendant lesquels la crainte est que la compagnie subisse un second défaut de paiement, l'activité frénétique de Benoist d'Azy assure le succès de l'entreprise. Ayant dirigé de près les opérations de 1836 à 1840, il se retire ensuite de la gestion quotidienne de la compagnie pour se consacrer à d'autres projets métallurgiques. Il en reste néanmoins directeur-gérant pendant près de 40 ans. La compagnie des forges et fonderies d'Alais est alors florissante : en 1847, elle produit 21 264 tonnes de fonte brute, ce qui en fait l'un des cinq plus gros établissements de France, tandis que la production de rails en fer atteint la première place nationale.
Benoist d'Azy met en pratique ses convictions sociales légitimistes fondées sur la défense de l'ordre moral et le patronage industriel des ouvriers dans sa gestion de la compagnie. Il tente notamment de remédier à la détresse matérielle et morale de la classe ouvrière en faisant construire des logements pour les familles des travailleurs, établir une église et ouvrir une école paroissiale, ; il s'implique dans le choix du prêtre de la paroisse et s'assure de la qualité et la moralité de l'enseignement dispensé par les Frères des écoles chrétiennes dans l'établissement scolaire. Ces efforts ne vont pas sans oppositions et il doit ferrailler au conseil d'administration pour justifier les constructions qu'il envisage et dont il a lui-même dressé les plans. Il interdit également le travail des enfants en dessous de douze ans, pourtant autorisé par la législation en place. Benoist d'Azy soutient également une société mutualiste pour venir en aide aux ouvriers et leurs familles en cas d'accident, de maladie ou de mort. Le sommet de ses réalisations patronales est atteint quand, en dépit de l'hostilité d'une grande partie du conseil d'administration, il met en place une caisse de retraite pour les travailleurs. Les cadres de la compagnie — fréquemment Benoist d'Azy lui-même ou son fils —, les religieux et les familles des ouvriers se mêlent dans des fêtes les jours fériés, notamment la célébration annuelle en l'honneur de saint Éloi, patron des métallurgistes,. Ces nombreuses mesures sont inspirées des travaux du sociologue Frédéric Le Play, qui vient par ailleurs mener une enquête de terrain dans la compagnie d'Alès en 1843. Sous l'influence de Benoist d'Azy, les ouvriers de la compagnies apportent leurs voix aux monarchistes, contribuant notamment à l'élection de Valfons dans l'arrondissement d'Alès en 1876. Mais cette influence n'est toutefois pas totale ; ainsi, il déplore qu'ils aient voté contre un de leurs contremaîtres dans un scrutin local. 
Son nom évolue en Compagnie des mines, forges et fonderies d'Alais en 1873.

### Déclin
En 1890, la Compagnie d'Alais acquiert les établissements métallurgiques de Bessèges, appartenant à la Compagnie des Fonderies et Forges de Terrenoire. 
En 1904, elle est transformée en société anonyme et créé sa filiale la Société minière franco-africaine, ayant pour objet l'exploitation de minerais de fer en Algérie et dans les Pyrénées-Orientales.
Elle prend des participations dans différentes sociétés de l'Est et du Nord de la France après la Seconde Guerre mondiale.
Les houillères de Trélys sont nationalisées en 1946 et réunies aux Houillères du bassin des Cévennes. 
Elle est transformée en Compagnie industrielle et financière d'Alais en 1960. Elle compte alors dans ses filiales notamment la Société des ateliers et fonderies de Tamari et Neyrpic.
En 1972, la compagnie est absorbée par la Sofinex, une filiale du Crédit lyonnais.

## Sources
- Bertrand Gille, Recherches sur la formation de la grande entreprise capitaliste (1815-1848), Revue économique, 1961, 12-4
- Jean-Jacques Roux, « Politique sociale et rapports sociaux : la Compagnie des mines, fonderies et forges d'Alais de 1920 à 1930 », La Gazette des archives, vol. 168, no 1,‎ 1995, p. 149–163 (ISSN 0016-5522, DOI 10.3406/gazar.1995.4276, lire en ligne).
- (en) Robert R. Locke, French Legitimists and the Politics of Moral Order in the Early Third Republic, Princeton University Press, 1974, 321 p. (ISBN 0-691-64565-5).